# Kauai
Kauaʻi (conocida como Kauai fuera de las islas Hawái) es la más antigua y la cuarta en tamaño de las islas principales del archipiélago de Hawái, con una superficie de 1.430,43 km², También conocida como "Isla Jardín" o "Garden Isle". Además, la isla le da nombre al pájaro extinto Kauaʻi ōʻō. Está ubicada en la posición 22°05′N 159°30′O / 22.083, -159.500.
Kauaʻi se encuentra a 170 kilómetros (105 millas) del canal de Kaua'i, al noroeste de Oʻahu. Es una isla montañosa de origen volcánico, siendo el punto más elevado el pico Kawaikini de 1.598 m (5.243 pies) sobre el nivel del mar, seguido del Mount Wai‘ale‘ale cerca del centro de la isla, de 1.570 m (5.148 pies). Es uno de los lugares más húmedos de la Tierra. Las fuertes precipitaciones han erosionado mucho la zona este del monte Waialeale, y creado profundos valles, cañones y grandes cascadas.
No se conoce exactamente que significa el nombre de Kauaʻi, pero parece que, según la tradición nativa de Hawái, tiene relación con la leyenda de Hawaiiloa. Este fue un navegante  polinesio a quien se atribuye el descubrimiento de las Islas Hawái. La historia cuenta cómo puso a la isla de Kaua‘i el nombre de su hijo favorito; según esto, una posible traducción de Kaua'i es "lugar alrededor del cuello", que alude a cómo un padre llevaría a su hijo predilecto. 
La Oficina Censal de los Estados Unidos define a Kauai como las secciones censales 401 a 409 del Condado de Kauai, Hawái, que es todo el condado salvo las islas de Kaula, Lehua, y Niʻihau. Según censo del 2000, la isla de Kauai tenía una población de 58.303 habitantes.

## Historia y geografía
En 1778, el capitán James Cook arribó a la bahía Waimea, siendo el primer europeo conocido que llegaba a las islas Hawái, a las que bautizó como Islas Sandwich en honor de su patrono, el Conde de Sándwich. 
Las islas de Kauaʻi y Niʻihau fueron las últimas en formar parte del Reino de Hawái. Su gobernante, Kaumualiʻi (c. 1778–26 de mayo de 1824), resistió el acoso del Rey Kamehameha I, el Grande (1736?-1819), durante años. Kamehameha intentó dos veces tomar las islas por la fuerza con una gran flota de barcos y canoas. Su primer intento fue desbaratado por una tormenta y el segundo por una epidemia. En vista de la amenaza que suponía una invasión mayor, Kaumualiʻi optó por unirse al reino sin que hubiera derramamiento de sangre, convirtiéndose en vasallo de Kamehameha en 1810, y cediendo la isla al reino de Hawái después de su muerte . Pero entre 1815 y 1817,   Kaumualiʻi negoció con los rusos, asentados en Fort Elizabeth, un posible protectorado del Imperio ruso de cara a liberarse de Kamehameha, sin éxito.

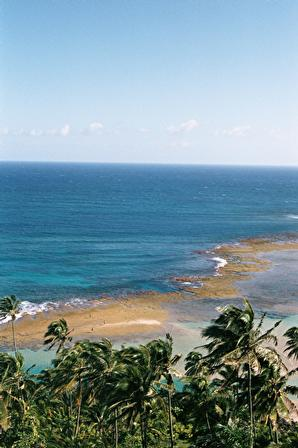
Vista desde el extremo norte de la Senda de Kalalau en la costa de Nā Pali.

La ciudad de Līhuʻe, en la costa sudeste de la isla, es la capital del Condado de Kauaʻi y la segunda más grande de la isla. Kapaʻa, en "Coconut Coast" o "Costa Cocotero" (emplazamiento de una antigua plantación de cocos) a unos 10 kilómetros al norte de Līhuʻe, tiene una población de casi 10 000 personas, aproximadamente un 50% más que Līhuʻe. Waimea, la que fuera un día capital de Kauai en el extremo sudoeste de la isla, fue el primer lugar de Hawái que visitó el capitán y explorador inglés James Cook en 1778. La ciudad de Waimea se encuentra en la desembocadura del río Waimea, en cuyo recorrido se encuentra uno de los cañones más pintorescos del mundo: el Cañón de Waimea, que tiene un desnivel de unos 900 metros. Se le conoce como "El Gran Cañón del Pacífico." Otras poblaciones importantes son: Hanalei, Poʻipū, Princeville, Wailua, etc.
El huracán Iniki de 1992 puede haber provocado un cambio indirecto en el ecosistema de Kauaʻi. Hay quienes afirman que se destruyó una granja de pollos, que huyeron y hoy están vagando libremente por la isla. Sin embargo otros dicen que los trabajadores de las plantaciones de azúcar de finales de 1800 a principios de 1900 trajeron y criaron pollos (como alimento y para la lucha de gallos), muchos de los cuales se escaparon y con el paso de los años se multiplicaron. No obstante, en Kauaʻi viven ahora miles de gallos y gallinas salvajes, que recorren una isla sin apenas depredadores. Como gallos que son, cacarean rompiendo la quietud vespertina.
Kauaʻi era conocida por su particular dialecto del idioma hawaiano, ya extinguido. Mientras que a diferencia de la variedad estándar actual, que se basa en el dialecto de la isla de Hawái, el dialecto de Kauaʻi destacaba por pronunciar el fonema /k/ como /t/.  Según esto, el nombre nativo de Kauaʻi era Tauaʻi, por lo que el principal asentamiento de Kapaʻa se habría llamado Tapaʻa.
La seca y soleada costa occidental de Kauai aloja la Base Naval de la Marina de los Estados Unidos, "Barking Sands".
Como curiosidad, en Sudáfrica existe una franquicia de comida y bebida que lleva el nombre de la isla .

## Kauai en el cine
La isla de Kauaʻi ha aparecido en muchas películas de Hollywood e incluso en la televisión:
- La versión cinematográfica del musical de Rodgers y Hammerstein  South Pacific con Mitzy Gaynor se rodó allí.
- La película de animación de Disney, Lilo & Stitch del 2002 y la correspondiente serie de televisión están ambientadas en Kauaʻi.
- El Cañón de Waimea se utilizó para el rodaje de la película de 1993 Parque Jurásico.
- La taberna del irlandés, película de John Ford de 1963, está rodada allí, aunque la acción se sitúa en la isla ficticia de Haleakaloha, de la Polinesia Francesa.
- Elvis Presley grabó la película Blue Hawaii (Amor en Hawái) en Kauaʻi.
- Algunas parajes de la isla se utilizaron en las escenas del comienzo de Raiders of the Lost Ark.
- Parte del viaje a Hawái de la película Just_Go_With_It fue grabada en esta locacion.

- El capítulo 11 de la temporada 16, de la serie norteamericana 'South Park' está ambientada en 'Kauai'.

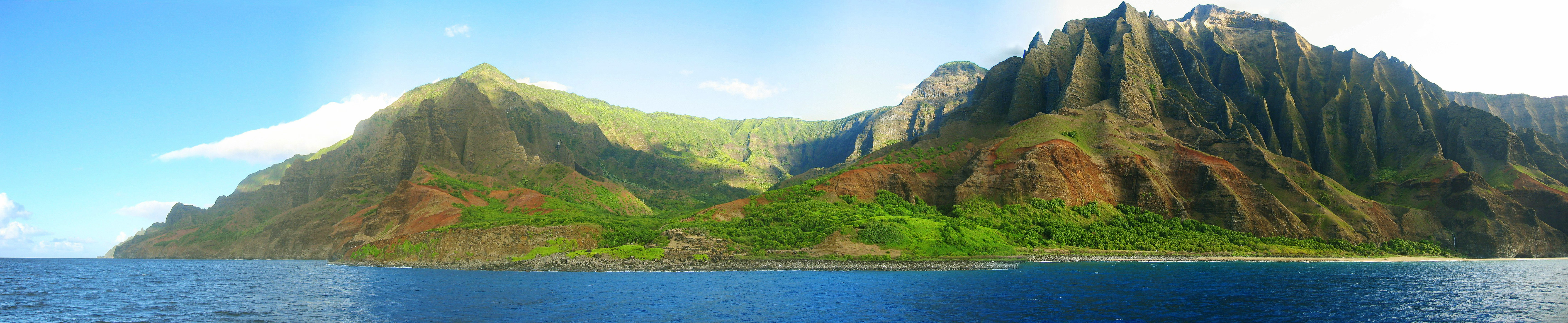
La costa de Nā Pali.

## Lugares de interés y turismo
- Alakai Wilderness Area
- Allerton Garden
- Bahía de Hanalei
- Limahuli Garden and Preserve
- McBryde Garden
- Moir Gardens
- Jardín Botánico de Na 'Aina Kai
- Nā Pali Coast State Park
- Cañón de Waimea

- Turismo en Kauai
- Huracán Iniki (1992)